# Sinophorus rufitergum
Sinophorus rufitergum är en stekelart som beskrevs av Sanborne 1984. Sinophorus rufitergum ingår i släktet Sinophorus och familjen brokparasitsteklar. Inga underarter finns listade i Catalogue of Life.